# Hang động Brestovská
Hang động Brestovská (tiếng Slovak: Brestovská jaskyňa) là một hang động với chiều dài khoảng 1890 mét, nằm ở độ cao 867 mét so với mực nước biển. Hang động này thuộc địa phận làng Zuberec, huyện Tvrdošín, Vùng Žilina, Slovakia.

## Lịch sử
Hang động Brestovská được hình thành bởi hoạt động xói mòn của dòng nước lạnh (nguồn nước từ sông Orava) và sự thấm nước. Hang động này được công nhận là một di tích tự nhiên cấp quốc gia vào năm 1979. Cơ quan quản lý hang động Slovak chịu trách nhiệm quản lý hang động này.

## Hệ động vật
Hang động Brestovská là nơi sinh sống của các loài động vật như:
- 9 loài dơi đã được tìm thấy, chủ yếu là dơi muỗi (Myotis myotis) và dơi móng ngựa nhỏ (Rhinolophus hipposideros).
- Ấu trùng của loài Crenobia alpina.
- Ấu trùng của loài Baeta alpinus.
- Giáp xác thủy sinh thuộc chi Niphargus và Mesoniscus graniger.

## Tham quan
Hang động Brestovská là nơi tổ chức các chuyến tham quan có hướng dẫn viên. Do địa hình dài hẹp của hang động và để đảm bảo an toàn, mỗi lượt tham quan chỉ giới hạn 15 người. Vé có thể mua trực tiếp ở phòng vé gần bãi đậu xe.